# Oscar Byström
Oscar Byström (Estocolm, Suècia, 13 d'octubre de 1821 - 22 de juliol de 1909) fou un compositor i director d'orquestra suec.
Era fill d'un distingit oficial, per complaure els seus familiars seguí la carrera militar, aconseguint el grau d'oficial d'artilleria (1841) i continuant en l'exèrcit fins a assolir el grau de capità.
Començà els estudis en la seva ciutat natal, i el 1848 es donà conèixer a Estocolm com a pianista i des d'aquella data donà periòdicament concerts en aquesta capital, fins que el 1850 demanà la llicència absoluta de l'exèrcit per a seguir la seva vocació musical, essent anomenat inspector del conservatori el 1867 i el 1870 professor d'aquest.
Subvencionat pel Govern suec emprengué nombrosos viatges d'estudi per l'estranger i des de 1883 dirigí en esglésies diferents, especialment en la catedral d'Estocolm, l'execució d'obres antigues de música sagrada.
Se li deuen estudis molt erudits i investigacions vers la música religiosa antiga, havent recorregut durant diversos anys la majoria d'esglésies escandinaves a la recerca d'obres escrites en cant pla antic i mètodes vers el cant litúrgic.
Entre les seves nombroses obres i figuren cors, quartets per a orquestra, i fins i tot operetes. Entre les més importants publicà: Luthers Kirchenlieder (Leipzig, 1897), Ur Medeltidens Kirkosäng i Sverige (1900), Norge och Finland; l'opereta Hermann Wimpel, estrenada amb èxit a Helsingfors (avui Hèlsinki), (1875); una simfonia, dos quartets per a instruments de corda, un trio, una sonata per a violoncel, etc.